# Betzhorn
Betzhorn ist ein Ortsteil der Gemeinde Wahrenholz, im Landkreis Gifhorn in Niedersachsen. Der Name wird mit langem e gesprochen (Beetshorn).
Das Dorf ist durch Neubauten inzwischen im Süden mit dem Nachbardorf Wahrenholz zusammengewachsen. Im Norden führte eine Straße zunächst bis zum Naturschutzgebiet Heiliger Hain, erst in der Nachkriegszeit ist sie bis nach Oerrel ausgebaut worden.

## Geschichte
Vermutlich geht Betzhorn auf die Zeit um 1150 zurück, als im Zuge der Kolonisation östlich der Elbe Wenden hier angesiedelt wurden. Im 13. Jahrhundert erwähnte ein Schriftstück, dass der Hildesheimer Bischof Konrad II. von Riesenberg Wahrenholz mit zwei weiteren Dörfern, Betzhorn und Westerholz, vom Archidiakonat Hankensbüttel abtrennte und diese drei Dörfer dann ein eigenes Kirchspiel bildeten. Im 15. Jahrhundert hatte Betzhorn rund 50 Einwohner, 1489 führte eine Steuerliste fünf Vollhöfe und zwei Kötner auf. 1528 wurde in Wahrenholz, zu dessen Kirchengemeinde auch Betzhorn gehört, die Reformation eingeführt. Die erste Volkszählung 1811 zeigte, dass Betzhorn inzwischen auf 201 Einwohner angewachsen war. 1838 wurde in Wahrenholz eine Feuerspritze angeschafft, zu deren Löschbezirk auch Betzhorn gehörte. 1888 lebten in Betzhorn 257 Einwohner, 1925 bereits 300. 1932 wurde der Kreis Isenhagen aufgelöst, dem Betzhorn angehörte, und Betzhorn kam in den Landkreis Gifhorn. 1939 war die Einwohnerzahl durch die 1933 erfolgte Gründung der Siedlung Teichgut auf 351 angestiegen. Nach 1945 vergrößerte sich die Einwohnerzahl weiter durch die Ansiedelung von Heimatvertriebenen aus den deutschen Ostgebieten. 1950 hatte Betzhorn 633 Einwohner, von denen einige jedoch wegen des geringen Arbeitsplatzangebots bald wieder wegzogen. Um 1962 wurde ein neues Schulgebäude erbaut, das am 1. April 1972 geschlossen wurde und heute als Dorfgemeinschaftshaus genutzt wird. Am 1. März 1974 verlor die Gemeinde Betzhorn ihre Selbstständigkeit und wurde nach Wahrenholz eingegliedert.

### Einwohnerentwicklung
| Jahr      | 1910 | 1925 | 1933 | 1939 |
| --------- | ---- | ---- | ---- | ---- |
| Einwohner | 287  | 301  | 292  | 350  |

## Infrastruktur
Seit über 100 Jahren bestehen in Betzhorn die Gaststätte Lönskrug und die Freiwillige Feuerwehr Betzhorn, zu der heute auch ein Feuerwehrmusikzug gehört. Zur Infrastruktur gehören ferner ein Hofcafé, ein Spielplatz, ein Badesee, Sportanlagen und das Kriegerdenkmal. Die Schule, das Lebensmittelgeschäft (Heiliger-Hain-Str. 28), die Poststelle und die Gaststätte Heidekrug (Grüner Weg 3) wurden geschlossen. Die DRK-Bereitschaft ist von Betzhorn nach Wahrenholz umgezogen. Seitens der Kirchengemeinde Wahrenholz besteht in Betzhorn ein Posaunenchor. Kindergarten, Schule, Postfiliale, Bank und Automat der Sparkasse (für Anliegen muss man nach Wesendorf), Einkaufsmöglichkeiten des täglichen Bedarfs, Kirche (evangelisch-lutherisch) und Friedhof sind im Nachbardorf Wahrenholz vorhanden. Die nächstliegende katholische Kirche ist Mariä Himmelfahrt im rund 8 Kilometer entfernten Wesendorf.
Ein touristischer Anziehungspunkt ist der Heilige Hain rund zwei Kilometer nördlich von Betzhorn, eines der ältesten Naturschutzgebiete Deutschlands, in dem sich ein ursprüngliches Stück der Kulturlandschaft Lüneburger Heide mit Heideflächen, urwüchsigen gemischten Beständen und vor allem Wacholdergruppen erhalten hat. Für den Kernbereich wurde bereits 1913 verfügt, dass das Kulturartenverhältnis nicht mehr verändert werden durfte, unter Naturschutz im heutigen Sinne steht seit 1969 das zwischenzeitlich von 5,75 auf 40,30 ha vergrößerte Gebiet. Nordöstlich des Heiligen Hains steht seit 1984 ein Hermann-Löns-Gedenkstein. Weitere Naturschutzgebiete in der Nähe von Betzhorn sind Rössenbergheide – Külsenmoor und Niederungsbereich Oerrelbach.

## Ansichten

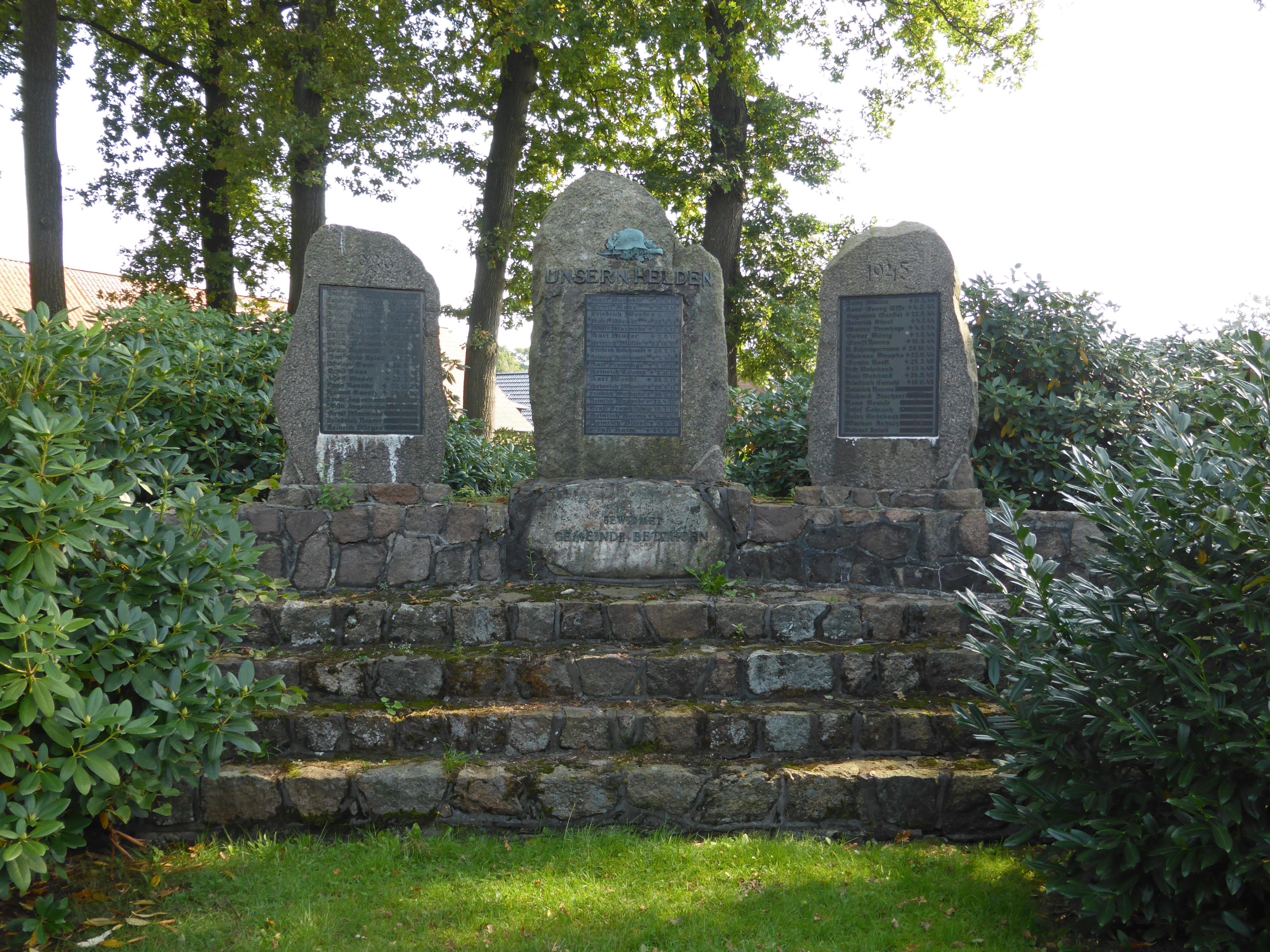
Kriegerdenkmal
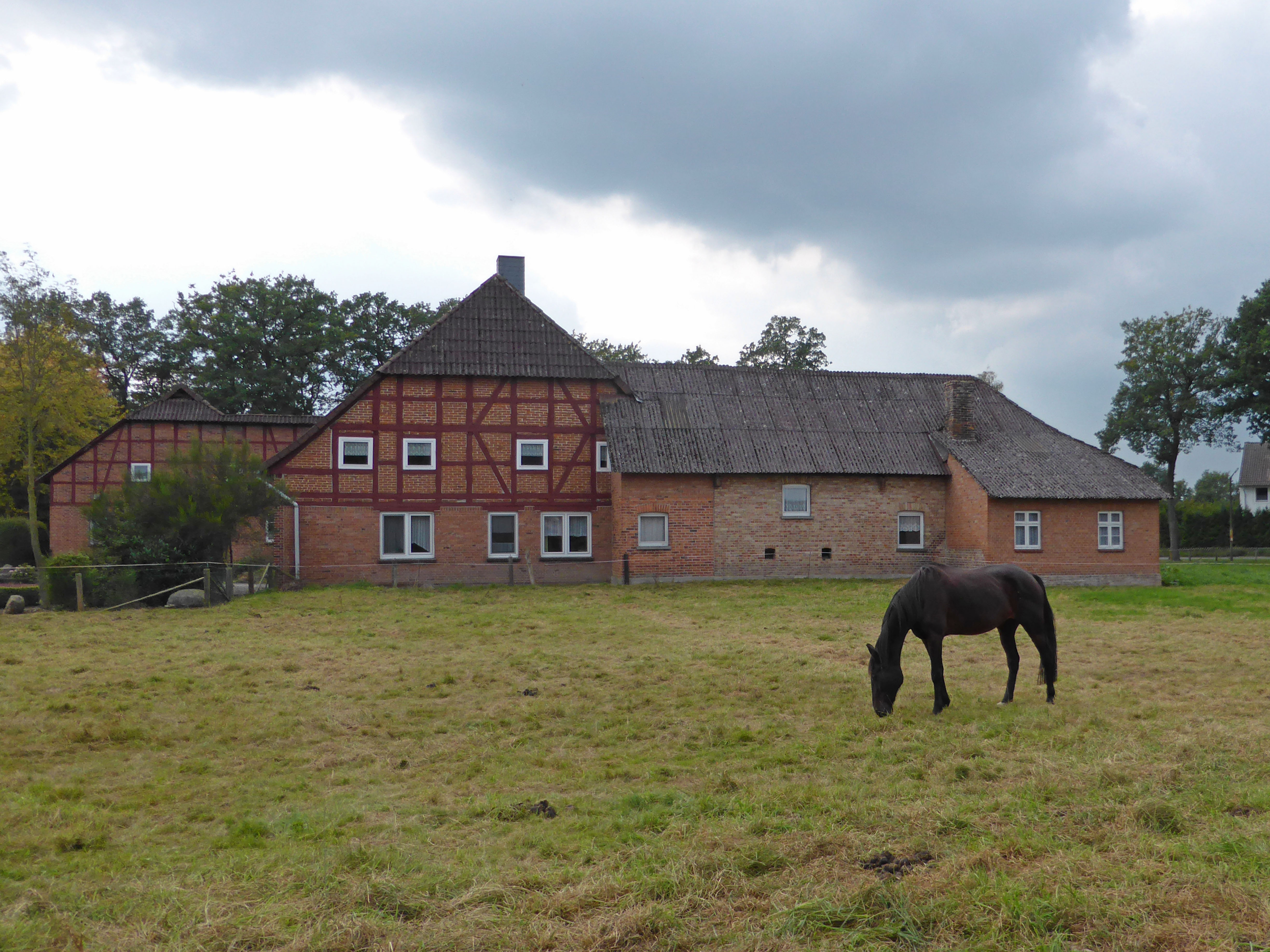
Dorfidyll
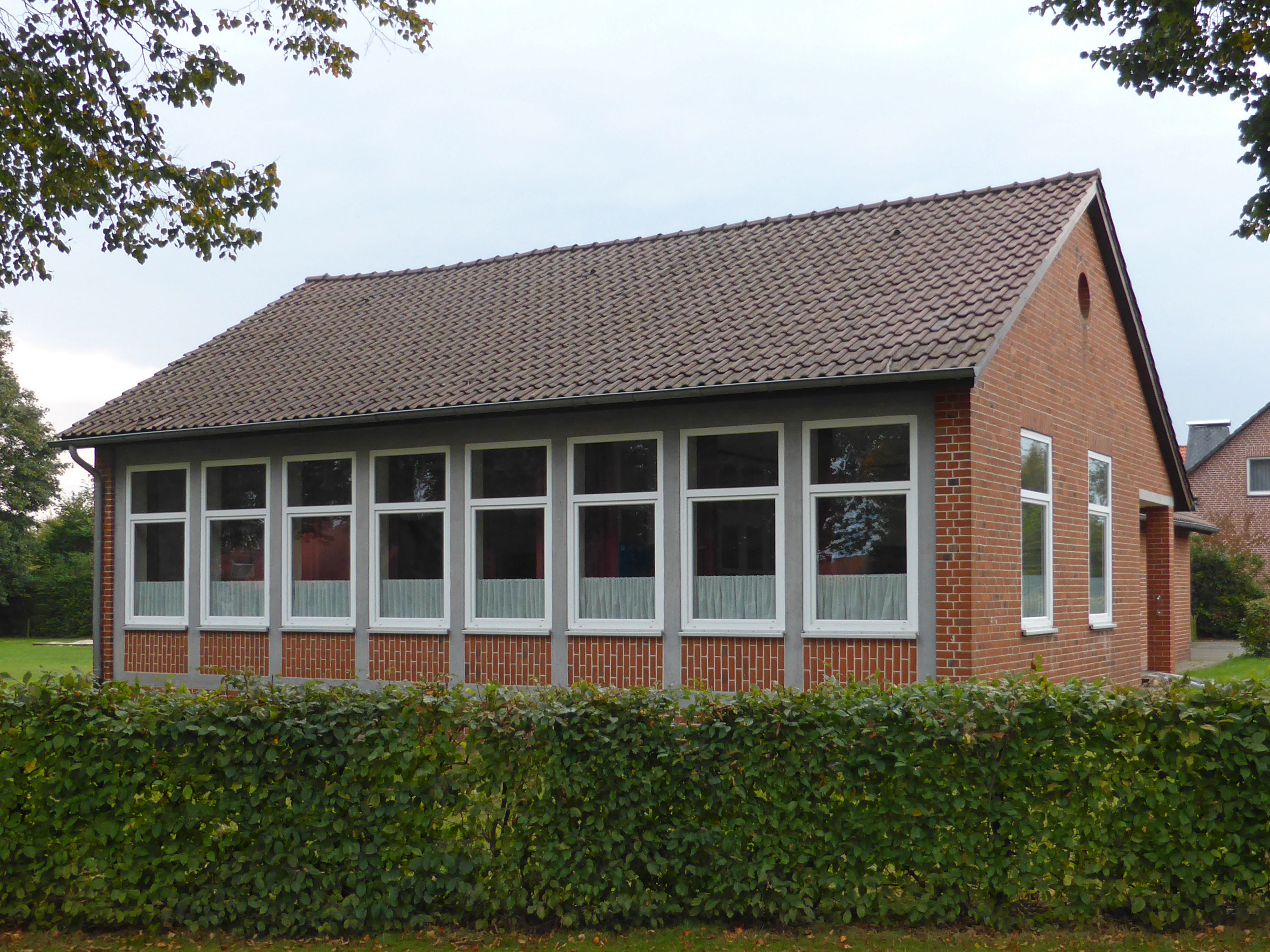
Ehemalige Schule
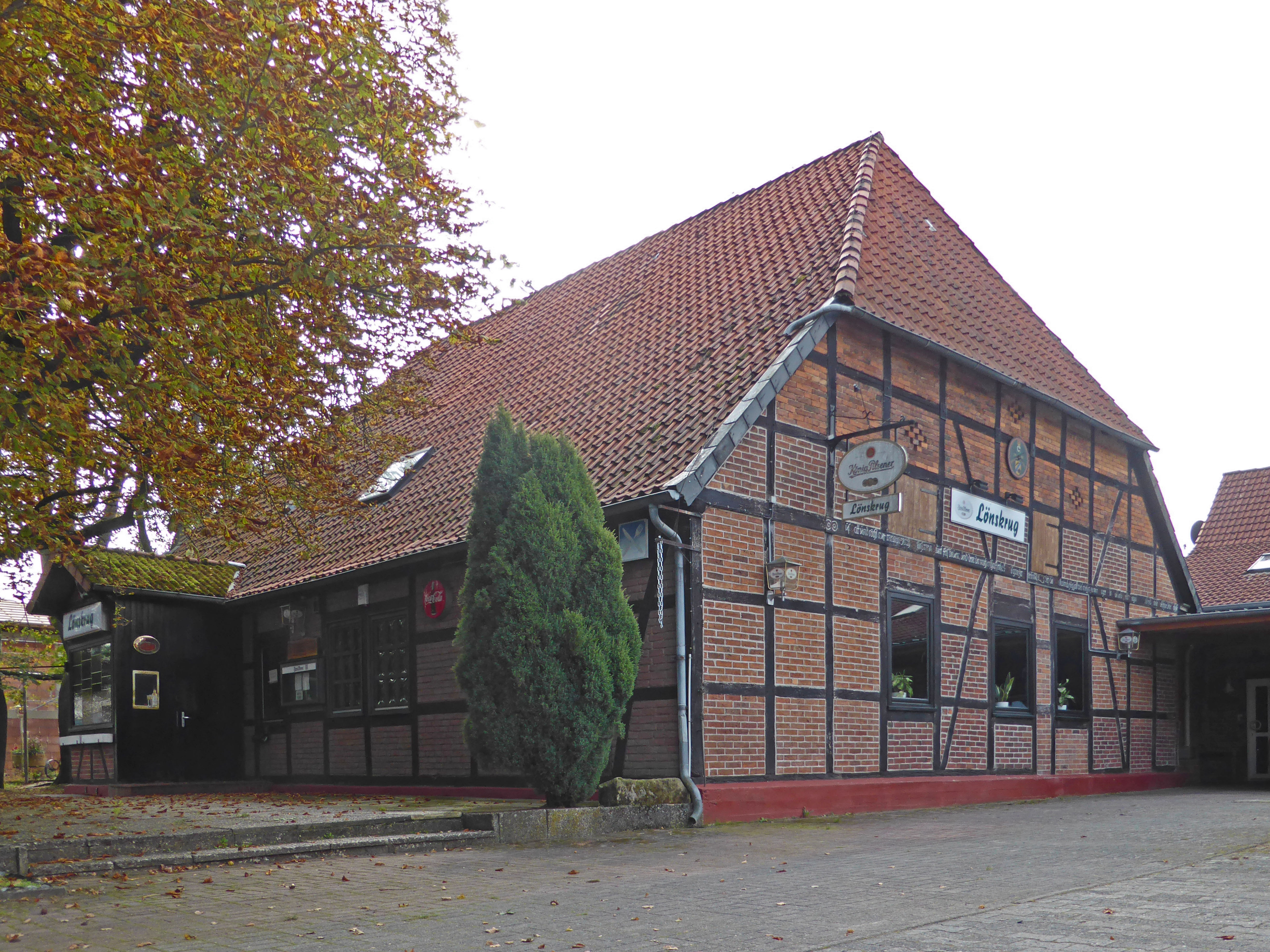
Lönskrug
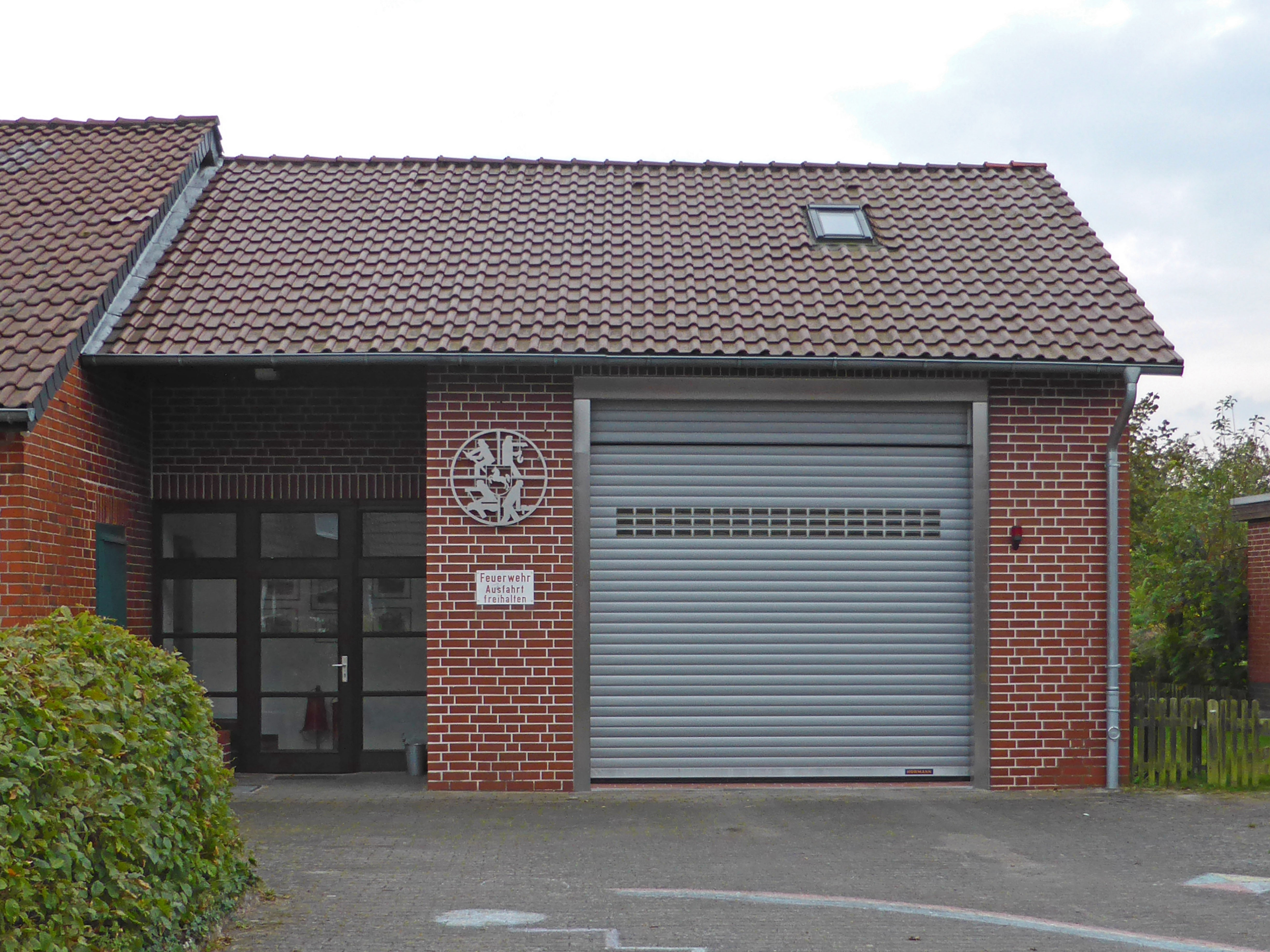
Feuerwehrhaus
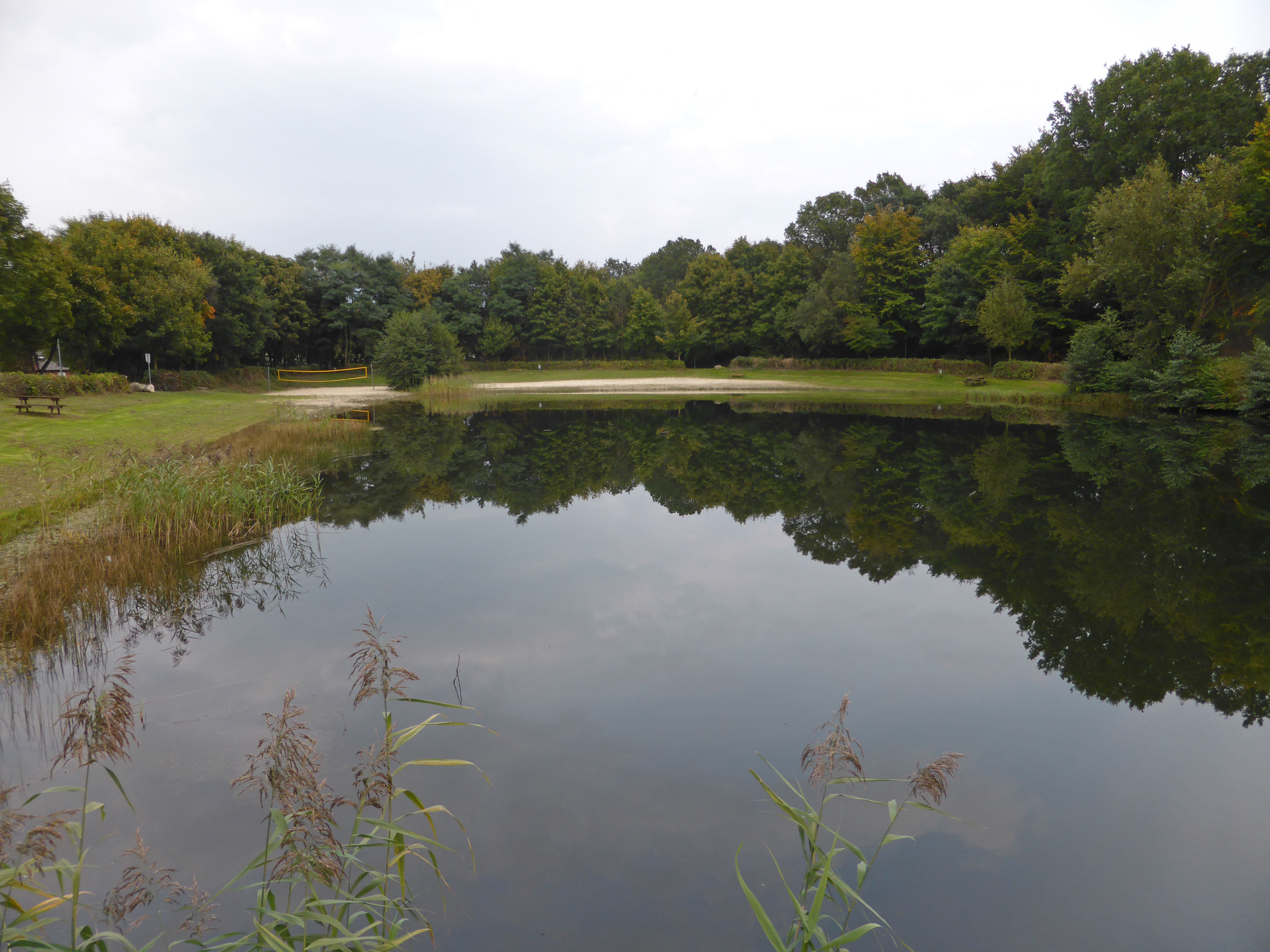
Badesee